# Paul Schulz (Beamter)
Paul Schulz (* 1. Juli 1860 in Wien; † 1. Februar 1919 in Kreuzlingen in der Schweiz) war ein österreichischer Beamter und Abgeordneter.
Nach einem Jus-Studium in Leipzig und Wien und Beamtentätigkeiten bei der niederösterreichischen Finanzprokuratur und im Handelsministerium wurde er 1898 Vizepräsident des Österreichischen Patentamts. 1905 wechselte er zum Rechnungshof, dessen Vizepräsident er 1911 wurde. Ende 1917 wurde er Abgeordneter im Herrenhaus. Er hatte gute Beziehungen zur Prominzenz der Wiener Gesellschaft, wie zu Katharina Schratt und zu Franz Conrad von Hötzendorf. Während seines Aufenthalts im Sanatorium Bellevue (Kreuzlingen, Kanton Thurgau, Schweiz) nahm er sich das Leben.